# Cornilleau
 (avril 2021).
Cet article possède un paronyme, voir Corniaud.
Cornilleau SAS, fondée en 1946, est une entreprise française basée à Bonneuil-les-Eaux, spécialisée dans la conception, le développement et la fabrication de tables et de raquettes de tennis de table. En 2019, Cornilleau a entamé une diversification de ses activités en commercialisant un billard d’extérieur et plusieurs modèles de trampoline. 

## Description
(mai 2023).
La société a été fondée en 1946 par Émile Cornilleau à Bonneuil-les-Eaux dans l'Oise, où se situent encore à l’heure actuelle son siège et son unique usine. Initialement, l’entreprise était spécialisée dans la menuiserie et l’ébénisterie. C’est plus de vingt ans après, en 1969, que Cornilleau s’est spécialisée dans la fabrication de tables de tennis de table. En 2003, Cornilleau devient le leader européen de son secteur[réf. nécessaire]. La première destination d'exportation est la Grande-Bretagne. En 2024, la société occupe la place de leader mondial.
Au fil des années, Cornilleau est devenu internationale et propose aujourd'hui une ligne de produits allant des tables, raquettes, balles et accessoires de loisir jusqu’aux tables de haute compétition. Reconnue notamment pour la résistance de ses tables de ping-pong outdoor[réf. nécessaire], la marque a développé d’autres produits de loisir d’extérieur : un trampoline et un billard sont venus étoffer son offre.
Cornilleau est présent dans le monde de la compétition depuis son partenariat avec Jacques Secrétin dans les années 80. Elle est partenaire aujourd’hui avec différents joueurs de haut niveau. La marque Cornilleau a été le sponsor officiel de nombreux événements du tennis de table français et international. En 2007, Cornilleau a sponsorisé la Coupe du monde par équipes à Magdebourg en Allemagne. En 2020, Cornilleau a renouvelé son partenariat avec la FFTT pour 5 ans, partenariat existant depuis 25 ans.

## L’histoire de Cornilleau
En 1946, Emile Cornilleau quitte Paris pour venir s’installer dans l’Oise et créer l’entreprise qui porte encore son nom aujourd’hui. Il exerce son métier de menuisier dans son atelier à Bonneuil-les-Eaux.
Ce n’est qu’en 1969 que l’entreprise Cornilleau change d’activité pour se lancer dans la production de table de ping-pong. Ce changement s’effectue afin de répondre à une demande du BHV Paris et oblige l’entreprise à se transformer. En effet, la menuiserie artisanale doit évoluer en une industrie capable d’atteindre de gros volumes dans un délai réduit.
Dès 1982, Cornilleau montre sa volonté de ne pas être qu’un simple producteur, mais également une marque en signant un partenariat avec Jacques Secrétin, un champion de tennis de table qui apportera son expertise à la société.
En 1988, la marque innove en utilisant un matériau jusque-là utilisé dans le bâtiment : le stratifié massif, afin de produire des tables de tennis de table d’extérieur, résistantes aux différentes conditions climatiques, et cela, à un coût peu élevé. Ce qui permettra de populariser le tennis de table « outdoor » en France. 
À la fin des années 1990, Michel Zany, directeur commercial à l’époque, lance la marque sur les marchés internationaux. Aujourd’hui, on retrouve les produits Cornilleau dans plus de 80 pays dans le monde.
Une première diversification de l’offre s’amorce dans les années 2000. Pierre Cornilleau, fils d’Emile Cornilleau, le fondateur de l’entreprise, laisse la direction à Michel Zany qui souhaite proposer une gamme plus complète et innovante au grand public. Raquettes de ping-pong d’intérieur et d’extérieur ainsi que balles et autres accessoires de tennis de table sont ajoutés à l’offre de l’entreprise. Au cours de la même décennie, l’entreprise va s’implanter davantage dans le monde de la compétition en concevant des produits dédiés aux joueurs de haut niveau : bois et revêtement. Cette volonté d’explorer de nouveaux horizons se matérialise aujourd’hui[Quand ?] par les sorties de nouveaux produits de loisirs (billard d’extérieur, trampoline).

## Dates Clés[7]
(avril 2021).
1946 : Émile Cornilleau installe un atelier de menuiserie à Bonneuil les Eaux dans l'Oise. L'entreprise participe à d'importants travaux de reconstruction de l'après-guerre.
1960 : Pierre Cornilleau (fils d'Emile) entre dans l'entreprise familiale après des études au lycée technique de Beauvais. L'entreprise se développe chaque année pour atteindre un effectif de 20 personnes à la fin des années soixante
1969 : Cornilleau réalise la fabrication des 300 premières tables de ping-pong et participe à leur premier salon professionnel.
1970 : L'entreprise artisanale se transforme en société anonyme. L'activité du bâtiment cède totalement la place à l'activité tables de ping-pong.
1979 : Pierre Cornilleau prend la direction générale de la société.
1981 : Un contrat de sponsoring est signé avec le champion français Jacques Secrétin. Un partenariat sérieux s'établit et il en résulte le lancement d'une gamme de tables de compétition.
1985 : Cornilleau décide de développer sa marque sur les marchés européens. La société participe à son 1er salon européen à ISPO (Munich) et côtoie ses plus grands concurrents européens.
1988 : Cornilleau invente le concept de table de tennis d'extérieur en stratifié massif. Le tennis de table devient discipline olympique lors des Jeux olympiques de Séoul en Corée.
1992 : l'entreprise recrute un responsable commercial, Michel Zany, dont la mission consiste à donner une dimension commerciale et marketing à l'entreprise et de développer les ventes sur les marchés à l'export. Il deviendra PDG de Cornilleau.
1993 : un contrat de sponsoring est signé avec Jean-Philippe Gatien, vice-champion olympique à Barcelone et qui deviendra champion du monde deux mois plus tard.
1993 : Cornilleau devient le sponsor officiel des Championnats de France de tennis de table.
2000 : Cornilleau se diversifie en lançant une gamme complète de raquettes, balles et accessoires avec l'aide du champion Jean-Philippe Gatien.
2002 : Cornilleau refond sa gamme de tables avec des apports techniques importants en matière de sécurité ainsi qu'un design en rupture avec les codes traditionnels et vieillissants. L'entreprise verra une de ses tables nommées au concours de l'Observeur du design. Pour marquer sa nouvelle ambition de développement, Cornilleau en profitera pour réaliser la refonte totale de son identité visuelle à travers un nouveau logo, de nouveaux packagings et de nouveaux supports de communication.
2003 : Michel Zany reprend la direction de la PME
2003 : fort du succès de son concept de table « Compact Technology » et présent dans plus de 35 pays à travers le monde, Cornilleau devient le leader européen de la table de tennis de table.
2004 : Cornilleau s'attaque au marché américain et sera présent au salon international « The Supershow » à Orlando (États-Unis) du 12 au 14 janvier.
2005 : Cornilleau s’associe à Michelin et crée Tacteo, une raquette pour le loisir fabriquée à 100 % sur la base de polymère et élastomère.
2006 : fort de sa position de leader sur le marché européen, Cornilleau poursuit sa croissance dans le monde en intensifiant son développement aux États-Unis, en Russie et au Moyen-Orient.
2007 : Cornilleau est le sponsor officiel de la coupe du monde par équipe en Allemagne où s’affrontent les huit meilleures nations du monde.
2009 : l'entreprise est partenaire et fournisseur officiel table de la Coupe du monde par équipe à Linz en Autriche du 22 au 25 octobre 2009.
2010 : Cornilleau fournit l’ensemble des tables et raquettes au public durant l'évènement Ping!London. Ce matériel voyagera dans quatre autres grandes villes d’Angleterre pour revenir à Londres en 2012. Cornilleau est partenaire et fournisseur officiel table de la Coupe du Monde par équipe à Dubaï du 22 septembre au 1er octobre 2010.
2017 : Lancement de la SOFTBAT, première raquette éco-conçue sur le marché.
2019 : Cornilleau élargit sa gamme de produits. La marque ajoute à son offre deux nouveaux produits : le billard et le trampoline.

## Identité

### Logos

Logo jusqu'en 2015.
Logo de 2015 à 2023.
Logo depuis 2023.

## Sponsoring
- Internationaux d'Espagne (1989)
- Internationaux de France (1989)
- Internationaux d'Italie (1992)
- Jeux méditerranéens (1993)
- Championnats de France, TOP 12 national (1993, 1994, 1995, 1996, 1997, 1998, 1999, 2002, 2003, 2004, 2005, 2006, 2007)
- Championnats d'Europe jeunes (1994, 2001)
- Coupe du monde individuel (1995, 1996, 1997)
- PRO Tour France et Italie (2000)
- Championnats d'Europe séniors (2003)
- Championnats d'Europe Vétéran (2003)
- Championnats de France Sénior (2007)
- Coupe du monde par équipes à Magdebourg (2007)
- ITTF Pro Tour, Open de France (2007)
- Coupe du monde par équipe à Linz (2009)
- Coupe du monde par équipe à Dubaï (2010)
- Équipe CB2P, projet de robot assistance au ping-pong Aix-en-Provence (2020)